# Élections législatives allemandes de 1912
Les élections législatives allemandes de 1912 permettent d'élire pour la 13e fois les députés du Reichstag. Elles ont lieu le 12 janvier 1912. Ce sont les dernières élections du parlement avant la Première Guerre mondiale, ce sont également les dernières élections de l'Empire allemand.

## Résultats
|                          |                                    |            |       |               |        |               |  |  |  |  |  |
| Parti                    | Parti                              | Voix       | %     | +/-           | Sièges | +/-           |  |  |  |  |  |
|                          | Parti social-démocrate d'Allemagne | 4 250 399  | 34,82 | 5,88          | 110    | 67            |  |  |  |  |  |
|                          | Zentrum                            | 1 988 504  | 16,29 | 2,50          | 90     | 11            |  |  |  |  |  |
|                          | Parti national-libéral             | 1 651 115  | 13,53 | 1,27          | 45     | 11            |  |  |  |  |  |
|                          | Parti populaire progressiste       | 1 448 097  | 11,86 | 1,20          | 41     | 9             |  |  |  |  |  |
|                          | Parti conservateur allemand        | 1 006 570  | 8,25  | 1,16          | 41     | 18            |  |  |  |  |  |
|                          | Parti du Reich allemand            | 396 948    | 3,25  | 0,94          | 14     | 10            |  |  |  |  |  |
|                          | Polonais indépendants              | 246 275    | 2,02  | 0,11          | 10     | en stagnation |  |  |  |  |  |
|                          | Fédération des agriculteurs        | 165 034    | 1,35  | 0,18          | 5      | 2             |  |  |  |  |  |
|                          | Partis d'Alsace-Lorraine           | 148 202    | 1,21  | 0,11          | 9      | 2             |  |  |  |  |  |
|                          | Parti chrétien-social              | 104 219    | 0,85  | 0,33          | 3      | en stagnation |  |  |  |  |  |
|                          | Parti catholique polonais          | 93 629     | 0,77  | 0,33          | 4      | 1             |  |  |  |  |  |
|                          | Parti allemand hanovrien           | 90 168     | 0,74  | 0,08          | 5      | 3             |  |  |  |  |  |
|                          | Parti paysan polonais              | 81 140     | 0,66  | 0,13          | 3      | 1             |  |  |  |  |  |
|                          | Conservateurs indépendants         | 74 323     | 0,61  | 0,18          | 4      | 4             |  |  |  |  |  |
|                          | Parti social allemand              | 73 169     | 0,60  | 0,18          | 3      | 5             |  |  |  |  |  |
|                          | ELD                                | 60 886     | 0,50  | Nv            | 1      | 1             |  |  |  |  |  |
|                          | Parti allemand de la réforme       | 60 758     | 0,50  | 0,52          | 3      | 3             |  |  |  |  |  |
|                          | Libéraux indépendants              | 53 939     | 0,44  | 0,32          | 0      | 3             |  |  |  |  |  |
|                          | Fédération paysanne bavaroise      | 48 219     | 0,39  | 0,02          | 2      | 2             |  |  |  |  |  |
|                          | Fédération des agriculteurs        | 41 352     | 0,34  | Nv            | 2      | 2             |  |  |  |  |  |
|                          | Union démocratique                 | 29 444     | 0,34  | Nv            | 0      | en stagnation |  |  |  |  |  |
|                          | Partis de la classe moyenne        | 27 095     | 0,22  | 0,44          | 0      | 2             |  |  |  |  |  |
|                          | Parti de la Cour polonaise         | 20 700     | 0,17  | 0,18          | 1      | 1             |  |  |  |  |  |
|                          | Parti danois                       | 17 289     | 0,14  | 0,14          | 1      | en stagnation |  |  |  |  |  |
|                          | Parti terrien lorrain              | 7 039      | 0,06  | 0,14          | 0      | en stagnation |  |  |  |  |  |
|                          | Parti lituanien                    | 6 227      | 0,05  | 0,01          | 0      | en stagnation |  |  |  |  |  |
|                          | Indépendants antisémites           | 1 604      | 0,01  | 0,13          | 0      | en stagnation |  |  |  |  |  |
|                          | Autres partis conservateurs        | 1 081      | 0,01  | 0,03          | 0      | en stagnation |  |  |  |  |  |
|                          | Autres partis agraires             | 4 027      | 0,03  | 0,24          | 0      | 1             |  |  |  |  |  |
|                          | Autres partis                      | 9 492      | 0,08  | 0,01          | 0      | en stagnation |  |  |  |  |  |
|                          | Inconnus                           | 688        | 0,01  | en stagnation | 0      | en stagnation |  |  |  |  |  |
|                          |                                    |            |       |               |        |               |  |  |  |  |  |
| Votes valides            | Votes valides                      | 12 207 632 | 99,57 |               |        |               |  |  |  |  |  |
| Votes blancs et nuls     | Votes blancs et nuls               | 53 099     | 0,43  |               |        |               |  |  |  |  |  |
| Total                    | Total                              | 12 260 731 | 100   | –             | 397    | en stagnation |  |  |  |  |  |
| Abstentions              | Abstentions                        | 2 181 656  | 15,11 |               |        |               |  |  |  |  |  |
| Inscrits / participation | Inscrits / participation           | 14 442 387 | 84,89 |               |        |               |  |  |  |  |  |

## Analyse
La participation est d'environ 85 % ce qui est comparable à celle des élections précédentes.
Le vainqueur de l'élection est clairement le SPD. Il obtient 4 250 000 voix, soit un pourcentage de 34,8 %, un score jamais atteint par un parti politique auparavant lors des élections législatives allemandes. Le suffrage majoritaire et la carte des circonscriptions qui date toujours de 1871 biaise les résultats, le parti n'obtient donc que 110 députés sur 397 soit 27,7 %. Il est cependant pour la première fois, la première force politique du pays. Seul le parti national-libéral avait réussi lors des élections de 1871 à obtenir plus de sièges.
La seconde force politique est le Zentrum qui récolte 91 mandats, alors que le parti a obtenu moins de la moitié des suffrages du SPD.
Les conservateurs et les nationaux-libéraux, qui ont soutenu la politique du chancelier Theobald von Bethmann Hollweg perdent à la fois des voix et des sièges. Le Parti populaire progressiste issu de la fusion des partis libéraux de gauche perd également quelques sièges en comparaison de la somme des mandats détenus par les entités précédentes. Ce dernier parti a conclu des accords électoraux avec le SPD et mené campagne en commun.

## Groupes parlementaires
Tous les députés ne rejoignent pas le groupe parlementaire de leur parti, certains restent également sans groupe parlementaire. Le député du DRP Schröder (Elbing), celui du Zentrum Oppersdorf (Fraustadt) et les nationaux-libéraux Becker (Bingen) et von Heyl (Worms) restent ainsi sans groupe parlementaire. Les députés allemands-sociaux, chrétiens-sociaux, les députés de la fédération agricole Gebhardt (Homburg), Werner (Gießen) et Vietmayer (Waldeck) rejoignent l'union économique. Les députés de la fédération agricole Vogt (Hall) et Vogt (Crailsheim) rallient les conservateurs. Le député DBB Kerschbaum (Rothenburg/Tauber) s'associe aux nationaux-libéraux. Les effectifs des différents groupes parlementaires sont les suivants :
| Sociaux-démocrates (SPD)     | 110 |
| Zentrum                      | 90  |
| Conservateur                 | 45  |
| National-libéral             | 44  |
| Populaire progressiste       | 42  |
| Polonais                     | 18  |
| Conservateur libre           | 13  |
| Alsace-Lorraine              | 9   |
| Union économique             | 8   |
| Welf                         | 5   |
| Parti allemand de la réforme | 3   |
| Indépendants                 | 10  |

## Déroulement de la législature
La gauche ne parvient pas à renforcer le pouvoir du parlement, qui a toujours été faible. Après l'éclatement de la Première Guerre mondiale, les partis font la paix des forteresses, l'union sacrée allemande, même le SPD pourtant anti-militariste vote en faveur des crédits de guerre. Au cours de la guerre des dissensions apparaissent dans le parti, cela donne naissance au USPD.
En 1916, le Zentrum et les nationaux-libéraux menés par Gustav Stresemann s'associent au SPD et au FVP pour réclamer plus de contrôle parlementaire. Cette coalition est éphémère : le 19 juillet 1917 le Zentrum, le FVP et le SPD soutiennent les résolutions de paix, alors que les nationaux-libéraux et les conservateurs les rejettent. Les élections ne sont pas organisées à cause de la guerre. Le parlement est devenu de plus complètement impuissant face au commandement de l'OHL. Ce n'est que le 28 octobre 1918, quelques jours seulement avant la défaite et la révolution allemande de novembre, que le parlement vote la réforme d'octobre proposé par le chancelier Max de Bade qui marque un pas vers le parlementarisme.

## Antisémitisme
Les élections de 1912 sont marquées par le succès du SPD. Les antisémites parlent d'« élections juives ». Certains conservateurs radicaux comme Konstantin Freiherr von Gebsattel sont de l'avis que la majorité sociale-démocrate est commandée par l'« or juif ».